# Rhaphiptera durantoni
Rhaphiptera durantoni là một loài bọ cánh cứng trong họ Cerambycidae.